# Wilhelmøya
Wilhelmøya (nom noruec que en català significa illa d'en Guillem) és una illa deshabitada de l'arxipèlag àrtic de Svalbard. Es troba al nord-est de la Terra d'Olav V a Spitsbergen, a l'estret de Hinlopen. Ocupa una superfície de 120 km².